# Fay Lovsky
Fay Lovsky, artiestennaam van Fay Luyendijk (Leiden, 11 september 1955) is een Nederlands zangeres en componiste. De single Christmas Was a Friend of Mine was haar grootste hit. Ze bespeelt verschillende instrumenten, waaronder de theremin en de zingende zaag.

## Biografie
Fay Lovsky is de dochter van de medici Willem Luyendijk (1917-1995) en Tonny Luyendijk-Elshout (1921-2012). Gedurende haar schooltijd aan het Stedelijk Gymnasium Leiden trad Fay Luyendijk op in cafés met nummers van Joni Mitchell en Simon & Garfunkel. Op de Gerrit Rietveld Academie studeerde ze grafische en audiovisuele vormgeving. Tijdens deze studie maakte ze enkele filmpjes voor de televisiequiz Twee voor Twaalf, van de VARA. Met het hiermee verdiende geld kocht ze een Revox A77-bandrecorder. Net als de artiesten 10cc (die zij zeer bewondert), Todd Rundgren en Van Dyke Parks, leerde zij hiermee al haar muziek zelf op te nemen met de sound-on-soundtechniek. Hierbij werd hetgeen op het ene spoor was opgenomen samen met een nieuw signaal (stem, instrument) op het andere spoor gedubd. Zo werd in mono van spoor naar spoor "gepingpongd". In 1980 werd Sound on Sound ook de titel van haar eerste album. De Engelse zanger Jona Lewie ("Stop the Cavalry") hielp haar met de productie. Haar op dit album door 1000 Idiots Records bedachte naam "Fay Lovesick" wijzigde ze daarna zo snel mogelijk in Fay Lovsky.
In november 1981 verscheen Fay Lovsky's tweede album: Confetti. De single Christmas Was a Friend of Mine, niet op dat album,  werd haar eerste hit. In 1982 kreeg Fay, mede door het succes van Confetti, een Edison uitgereikt. In een succesvolle dubbeltournee met Jan Rot langs de belangrijkste poppodia deelden zij De Toekomst, tot dan de begeleidingsband van Bram Vermeulen. Het jaar daarop werd Origami het volgende album en in 1985 was het vierde album reeds een feit: Cinema.

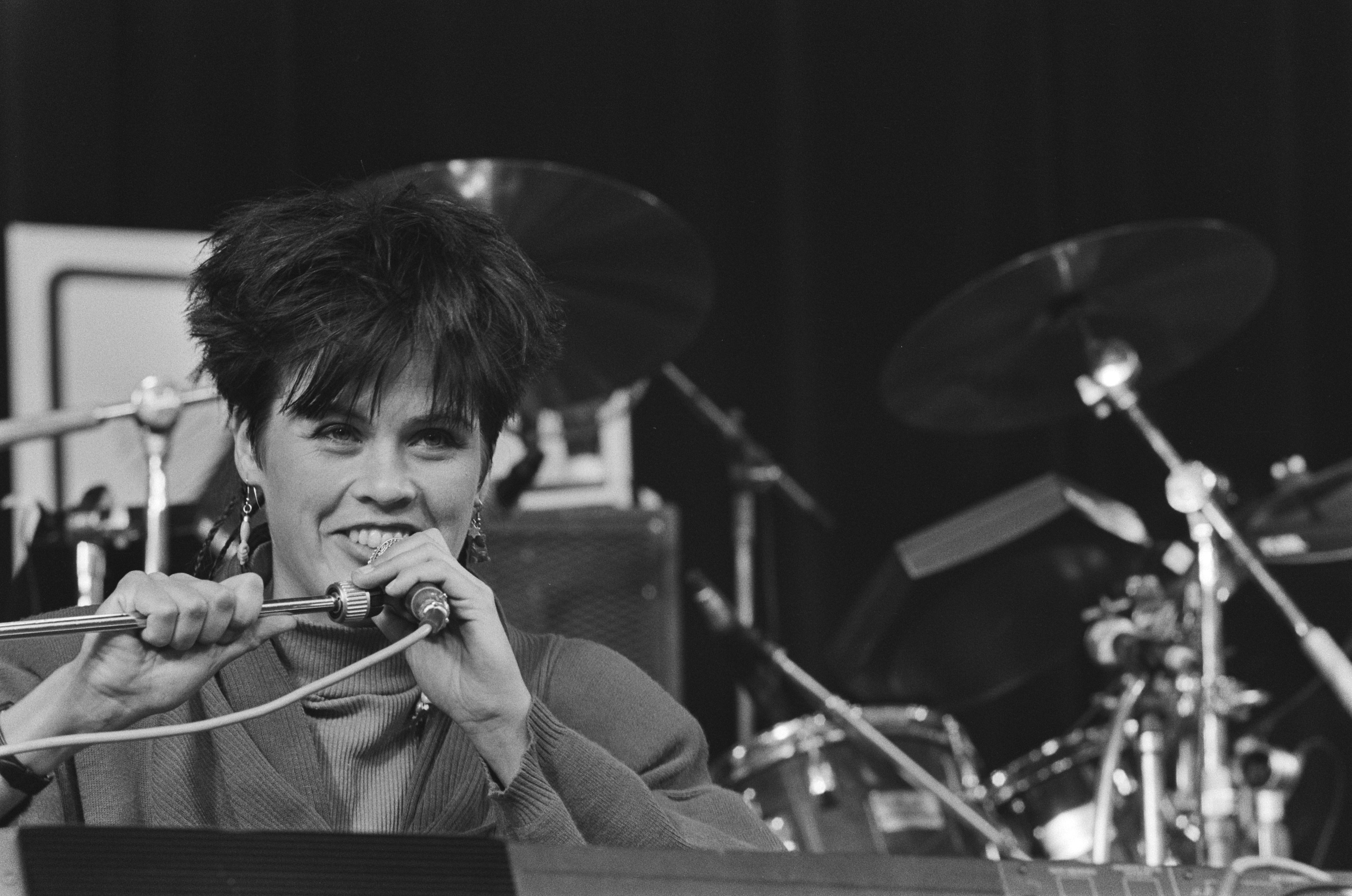
Fay Lovsky in 1985

In samenwerking met Jaap Drupsteen verleende Fay Lovsky haar medewerking aan het in 1985 opgenomen La Grande Parade, een album door diverse Nederlandse artiesten, met de internationale tentoonstelling La Grande Parade 1984/85 in het Stedelijk Museum in Amsterdam als aanleiding. In 1986 voegde zij zich bij The Magnificent 7, met onder meer Henny Vrienten en Joost Belinfante. Deze band, die van 1986 tot 1991 bestond, speelde film- en tv-klassiekers en nam één album op: The Best of the Worst.
In 1992 verscheen het album JoPo in MoNo, waarvoor zij samenwerkte met striptekenaar Joost Swarte. Verder werd van The Beau Hunks de cd The Beau Hunks play the Original Laurel & Hardy Music uitgebracht, waarop Fay Lovsky de tiende track zong: "I Wake Up with a Song".
In 1993 speelden Fay Lovsky's "The Veggies" in wisselende bezetting als vast muzikaal intermezzo in een radioprogramma van Hanneke Groenteman. Bovendien verscheen een tweede cd van The Beau Hunks play the Original Laurel & Hardy Music. Hierop is Fay Lovsky op de 25e track "I dreamt I dwelt in Marble Halls" te beluisteren: eerst met de zingende zaag en daarna ook vocaal.
In 1994 richtte Fay Lovsky de groep "La Bande Dessinée" op, waarmee ze vervolgens ook twee albums op cd opnam: in 1996 Fay Lovsky & la Bande Dessinée en in 1997 Numbers. Dit resulteerde in een zodanig hernieuwde belangstelling voor de zangeres dat haar "vinyl" (lp-)repertoire opnieuw, maar dit keer op cd, werd uitgebracht.
In 1997 zong zij mee in het nummer "You invented me" van het album Fool's Tango van de Nederlandse band Rood & Nighthawks at the Diner.
In 2000 ontving Fay Lovsky een Gouden Harp. Ook bracht ze haar eerste Nederlandstalige album uit, onder de titel Eigen weg. Ook sloot zij zich aan bij de "Ukulélé Club de Paris", opnieuw samenwerkend met Dominique Cravic. Twee jaar later verscheen haar album Maze of Mirrors en in 2003 trad zij op met gitarist Pat Metheny op het North Sea Jazz Festival en verzorgde ze optredens op het reizende festival De Parade.
In 2005 componeerde Fay Lovsky de filmmuziek bij de film Le Mystère de la Tour Eiffel (1928) en ontwierp ze ook de begeleidende soundscape met speciaal daarvoor in Parijs opgenomen geluidsfragmenten.
In 2006 sloot Fay Lovsky zich aan bij het gezelschap van OMFO (Our Man From Odessa), de artiestennaam van haar Oekraïense vriend German Popov. Ook maakte zij een tournee met Les Primitifs du Futur door de Verenigde Staten en schreef ze muziek voor tekenfilms.
In 2010 zong Fay Lovsky (als bijdrage) teksten van kinderliedjes van vroeger in op de cd Ozewiezewoze. Ook zong en speelde zij in Ja! Ja! Ja! van het Volksoperahuis, een muzikale voorstelling over de kredietcrisis. Deze voorstelling was onder andere op De Parade te zien. Verder leverde zij haar aandeel in de speciaal gecomponeerde filmmuziek bij de film The adventures of mr. West in the land of the Bolsheviks (1924), uitgevoerd op 29 januari 2011 door het Metropole Orkest op het International Film Festival Rotterdam.
Bij een optreden op 23 maart 2011 in het tv-programma De Wereld Draait Door, zong Fay Lovsky (een deel van) "Just like this train" van Joni Mitchell, de zangeres door wie zij, zoals gezegd, al in haar tienerjaren geïnspireerd werd. Op 4 september 2011 zong Fay Lovsky hetzelfde liedje in zijn geheel, tijdens een optreden van artiesten in de Melkweg in Amsterdam. Verder was 2011 sowieso al een druk jaar voor haar. Zo hield zij zich bezig met de muzikale omlijsting van Jip en Janneke, de Mjoeziekul, een productie van de firma Rieks Swarte. Ook zong ze op 15 december 2011 tijdens een benefietveiling voor Museum Boerhaave in Leiden.
Van februari t/m april 2012 speelde Fay Lovsky samen met operaster Claron McFadden en de internationale cabaretier Sven Ratzke mee in de productie Dreigroschenblues, waarin de muziek van Kurt Weill de rode draad vormt.
Lovsky schreef in 2016 met de groep Steam Power onder meer een lied over presidentskandidaat Donald Trump, The Candidate.
In 2017 speelde (zingende zaag) en zong Fay Lovsky mee op het Kasabian-album For Crying Out Loud.
In 2020 bracht Lovsky bij Podium Witteman een op Corona geïnspireerde versie van haar succesvolle lied Christmas Was a Friend of Mine.
In 2022 brengt Fay Lovsky met Remko Vrijdag en Cor Bakker het theaterconcert Zwaaien met je onderbroek, gebaseerd op het repertoire van componist Harry Bannink.
In 2024 was Fay Lovsky een deelnemer van het televisieprogramma De Slimste Mens.

## Instrumenten en gelegenheidsformaties
Sinds 1998 speelt Fay Lovsky onder meer zingende zaag en ukelele in het Franse "jazzy" folkgezelschap Les Primitifs du Futur van Dominique Cravic en de Amerikaanse striptekenaar Robert Crumb, die eerder ook al het drukwerk van beide The Beau Hunks-cd's van illustraties had voorzien. Ook een ander bijzonder instrument bespeelt zij al geruime tijd: de theremin, een elektronisch muziekinstrument dat in 1919 in het toen net in de Sovjet-Unie "gerevolueerde" Rusland was uitgevonden.
Fay Lovsky treedt bij gelegenheid samen met zanger-gitarist Arthur Ebeling op. Andere gelegenheidsformaties zijn bijvoorbeeld die samen met
bassiste Jet Stevens en gitarist Laurens Joensen, met wie Fay Lovsky onder de naam EKO-trio onder meer de "Bezemkast-toernee" deed, "een milieuvriendelijke muziektheaterproductie waarin alle instrumenten akoestisch zijn en daarnaast verschillende huishoudelijke spullen, zoals emmers en zeepborstels, die de muzikanten gebruiken als instrumenten" (de tournee werd in de eerste helft van 2013 voortgezet met optredens in onder andere Amsterdam en Voorburg) en de groep Ocobar, waarvan musici Cok van Vuuren en de broers Rob en Bart Wijtman deel uitmaakten. Van Vuuren speelde ook al in "La Bande Dessinéé" en Wijtman kwam erbij in "Lovsky", de band van Fay Lovsky waarmee de albums Eigen weg en Maze of Mirrors zijn opgenomen. Op 3 september 2011 trad Fay Lovsky met Ocobar in Rotterdam op, waar zij een ode aan de Kilima Hawaiians brachten.

## Loopbaan op de achtergrond
Lovsky vond nog voor haar zangcarrière in skiën een alternatieve loopbaan. Rondom haar twintigste raakte ze in de ban van wintersport in het algemeen en skiën in het bijzonder. Het skiën hielp haar over een moeilijke periode heen waarin ze vanwege anorexia (te) veel was afgevallen. Het begon met hellingen in Frankrijk en zij 
overwon daar de ziekte. Daarna nam de muziek haar leven over totdat ze rond haar 38ste het weer oppakte. Ze kwam in contact met Sigi Moser van SnowWorld en kon aan de slag als begeleidster. Ze wijdde ook een aantal liedjes aan het skiën. Ze bekwaamde zich verder in Canada. Ze haalde diploma skileraar (level 2) en ging door voor level-3 (internationaal (gegevens december 2022). In de winter 2022/2023 gaf ze les in hetzelfde SnowWorld.

## Discografie

### Albums
- 1980: Sound On Sound
- 1981: Confetti
- 1983: Origami
- 1985: Cinema
- 1992: JoPo in MoNo (met Joost Swarte)
- 1996: Fay Lovsky & La Bande Dessinée
- 1997: Numbers (met La Bande Dessinée)
- 1997: De muziek uit Kleine Sofie en Lange Wapper (met Niek Barendsen en Rieks Swarte)
- 2000: Eigen Weg
- 2000: Live (met Wigbert)
- 2002: Maze Of Mirrors (als Lovsky)
- 2004: Erik Of Het Klein Insectenboek (hoorspel, met Peter Drost)
- 2007: Le Mystère de la Tour Eiffel (DVD)
- 2008: Verdriet Is Drie Sokken (met Harrie Jekkers)
- 2009: De muziek uit Hondje (met Rieks Swarte)
- 2010: Ja! Ja! Ja! (met Volksoperahuis, geschreven samen met Jef Hofmeister en Laurens Joensen)
- 2010: Ozewiezewoze: Fay Lovsky Zingt Voor De Kleinsten
- 2012: Jip en Janneke De Mjoeziekul
- 2016: Simply Unique (met Dominique Cravic)
- 2022: Unreal Estate (als Drop Stone Love Sky, met Jaap Drupsteen)
- 2022: JoPo in MoNo XL (met Joost Swarte)

### Bijdragen
- 1983: Een Gebaar (Aksie De Bevrijdende Lach) Voor Amnesty International (met Wim de Bie, Adèle Bloemendaal e.a.)
- 1983: Omsk (met The Nits)
- 1985: Radio Freedom Festival (met Festivalband, Koor Zonder Naam e.a.)
- 1985: Marines / Seascapes (met Dominique Cravic, Silvano Michelino e.a.)
- 1986: La Grande Parade (met Jaap Drupsteen e.a.)
- 1988: Drie Recht, Één Averecht (met Henny Vrienten e.a.)
- 1990: The Best Of The Worst (met The Magnificent Seven)
- 1990: Ligeti & Berio (met Fodor Kwintet)
- 1992: William (met De Nieuwe Snaar)
- 1992: Original Soundtracks - Peter Dekker Audiovisuals (met Vincent van Warmerdam, Rob Hauser e.a.)
- 1992: The Beau Hunks Play The Original Laurel & Hardy Music (met The Beau Hunks)
- 1993: The Beau Hunks Play The Original Laurel & Hardy Music 2 (met The Beau Hunks)
- 1994: Dichterbij (met Bram Vermeulen, Jan Rot, Henny Vrienten e.a.)
- 1994: Natural Born Killers: A Soundtrack For An Oliver Stone Film (als A.O.S.)
- 1995: "Trop De Routes, Trop De Trains" Et Autres Histoires D'Amour (met Les Primitifs Du Futur)
- 1997: Fool's Tango (met Nighthawks At The Diner)
- 1998: Favorite Strings - Palm Guitars (met Cok van Vuuren e.a.)
- 1999: World Musette • C'est La Goutte D'Or Qui Fait Déborder La Valse! (met Les Primitifs Du Futur)
- 1999: Music For Imaginary Films (met Arling & Cameron)
- 2002: Manuia! (met Ukulélé Club De Paris)
- 2005: Kapitein Winokio Zag 2 Beren: Een Ode Aan Het Kinderlied (met Henny Vrienten e.a.)
- 2006: We Are The Shepherds (met OMFO)
- 2006: Hommage Aan Bram (met NUHR, Kommil Foo e.a.)
- 2006: Hi-Fi Underground (met Arling & Cameron)
- 2007: Gatecrashin' (met Eric Vloeimans)
- 2008: Tribal Musette (met Dominique Cravic et Les Primitifs Du Futur)
- 2009: Omnipresence (met OMFO)
- 2012: Thuishavensamba (met Fernando Lameirinhas, Laurens Joensen e.a.)
- 2017: Steam Power (met Steam Power)
- 2017: The Portofino Variations (met Arling & Cameron, Ocobar e.a.)
- 2017: For Crying Out Loud (met Kasabian)
- 2018: Ik Ben Jouw Man - Leonard Cohen In Het Nederlands (met Beatrice van der Poel, Alex Roeka e.a.)

### Singles
- 1980: Party Time (als Fay Lovesick)
- 1981: Christmas Was a Friend of Mine
- 1981: Maggie
- 1982: Automatic Pilot
- 1983: Don't Feed the Animals
- 1983: Excerpts from the Forthcoming Album 'Origami' (promo)
- 1983: One More Time/Sugar Me Sam
- 1983: Ramon
- 1985: The Pen Is the Mightiest Weapon
- 1986: Goodnight Galileo
- 1996: Bad Continuity (met La Bande Dessinée)
- 1996: Unfinished Business (met La Bande Dessinée)
- 1997: I Don't Care (met La Bande Dessinée)
- 1997: Talking Talking Talking
- 1999: W.E.E.K.E.N.D. (met Arling & Cameron)
- 2000: Mijn agenda (van album Eigen weg)
- 2000: Alle liedjes op de radio (van album Eigen weg)
- 2002: Been There (als Lovsky)

### NPO Radio 2 Top 2000
| Nummer met noteringen in de NPO Radio 2 Top 2000 | '02  | '03 | '04  | '05-'06 | '07  |
| ------------------------------------------------ | ---- | --- | ---- | ------- | ---- |
| Christmas was a friend of mine                   | 1564 | -   | 1622 | -       | 1455 |

1. ↑  Een '-' betekent dat het nummer niet was genoteerd en een vetgedrukt getal geeft de hoogste notering aan.
2. ↑  2002 was het eerste jaar met een notering voor dit nummer.
3. ↑  Deze tabel is bijgewerkt tot en met de laatste editie (2024).